# Francesco Bellotti
Francesco Bellotti (Bussolengo, 6 de agosto de 1979) es un ciclista italiano que fue profesional entre 2003 y 2011.

## Biografía
Francesco Bellotti comenzó su carrera profesional con la formación Mercatone Uno en 2003. Se unió a la siguiente temporada al conjunto Barloworld. Durante esas dos temporadas, consiguió varios lugares de honor en competiciones aunque de menor importancia.
En 2005, se unió al conjunto francés Crédit Agricole, y luego retornó al Barloworld en 2008.

## Palmarés
No consiguió ninguna victoria como profesional

## Resultados en Grandes Vueltas
| Carrera         | 2003 | 2004 | 2005 | 2006 | 2007 | 2008 | 2009 | 2010  | 2011  |
| --------------- | ---- | ---- | ---- | ---- | ---- | ---- | ---- | ----- | ----- |
| Giro de Italia  | -    | -    | 36.º | 41.º | Ab.  | Ab.  | 58.º | -     | -     |
| Tour de Francia | -    | -    | -    | -    | -    | -    | -    | 122.º | -     |
| Vuelta a España | -    | -    | Ab.  | -    | -    | -    | -    | -     | 109.º |

-: no participa 

Ab.: abandono